# Parectecephala
Parectecephala is een vliegengeslacht uit de familie van de halmvliegen (Chloropidae).

## Soorten
- P. aristalis (Coquillett, 1898)
- P. dissimilis Malloch, 1914
- P. eucera (Loew, 1863)
- P. longicornis (Fallen, 1820)
- P. maculiceps Becker, 1912
- P. maculosa (Loew, 1872)
- P. sanguinolenta (Loew, 1863)